# Asilo Gianni Rodari
L'Asilo Gianni Rodari, precedentemente noto come Asilo Bevilacqua è un edificio situato a Pavia, in Via Romano 5. Il progetto originario dell'edificio risale al periodo 1938-1939. Successivamente, l'edificio fu ampliato da Eliseo Mocchi (1906-1996), uno dei maggiori esponenti dell'architettura pavese.

## Storia
L'Asilo Bevilacqua, risalente al periodo fascista, ha subito diversi interventi di ampliamento nel corso degli anni. Il primo di questi interventi fu realizzato dall'ingegnere Eliseo Mocchi. Nell'anno 1981, l'asilo cambia nome e viene dedicato in onore di Gianni Rodari, famoso scrittore italiano. 
Gli ultimi lavori risalgono all'anno 2023 da parte del Comune di Pavia, dove la struttura ha subito una riqualifica in ambito ambientale e un adeguamento riguardante la sicurezza. 

### Eliseo Mocchi
Eliseo Mocchi (Pavia, 1906-1996) fu un ingegnere laureato al Politecnico di Milano nel 1930. Lavorò a Pavia collaborando con Pietro Aschieri e partecipò a un progetto governativo a Mentone. Nel dopoguerra si occupò della ricostruzione urbana e lavorò per la Banca d'Italia. La sua storia e le sue opere sono consultabili presso gli archivi storici di Pavia.

## Descrizione
L'edificio è stato costruito nel periodo fascista con lo stile architettonico del razionalismo italiano, noto per l'utilizzo di volumi semplici e funzionali per la loro destinazione d'uso, permettendo un’illuminazione naturale attraverso le finestre a nastro o lungo la facciata più lunga. In origine, l'edificio era costituito da un corpo semplice a un piano destinato alle aule, sormontato da una copertura a doppia falda. La testata era formata da un volume cubico a due piani destinato agli uffici. L'ingresso laterale era enfatizzato da un portale composito con paraste a lame, integrato nel prospetto principale, e da un'ampia finestra circolare. Una scala esterna, protetta da una pensilina inclinata in linea con l'andamento della scala stessa, era addossata all'edificio, conferendo l'aspetto di una superfetazione.
Negli anni '70 e '80, l'edificio ha subito ampliamenti volumetrici con l'aggiunta di un nuovo corpo destinato alla mensa e di un terrazzino con porticato, attaccato alla nuova volumetria aggiunta alla custodia preesistente al secondo piano, accessibile tramite le scale e il nuovo ascensore. Con gli ultimi lavori svolti nel 2021-2023, come riportato sul sito del Comune di Pavia, sono stati aggiunti pannelli solari per adeguare la struttura alle esigenze ambientali. Nonostante ciò, l'edificio ha mantenuto lo stesso stile razionalista, ma con interni ed esterni modernizzati.
Gli uffici sono stati eliminati e riadattati ad uso scolastico, in seguito all'abbandono da parte del custode della struttura e all’aggiunta della nuova volumetria. Inoltre, è stato eliminato il laminato precedentemente citato, rendendo le scale esterne più sicure, è stato aggiunto un ascensore all'interno e i tre pilastri all'ingresso dell'asilo, presenti nella costruzione originale, sono stati murati per fare spazio al locale tecnico impiantistico della struttura.